# Rhamphomyia nigripennis
Rhamphomyia nigripennis là một loài ruồi trong họ Empididae, được tìm thấy ở hầu hết châu Âu, trừ Pháp, Ý, Croatia, Bosnia, Hy Lạp, Albania, România, Ukraina và Belarus.